# Federico Bernardeschi
Federico Bernardeschi, né le 16 février 1994 à Carrare en Italie, est un footballeur international italien qui évolue au poste d'ailier ou de milieu offensif au Bologne FC.

## Biographie

### Carrière en club

#### ACF Fiorentina (2013-2017)
Federico Bernardeschi commence le football à l'âge de six ans à Carrare. Il est repéré par la Fiorentina dès neuf ans et entre au centre de formation. Après avoir gagné ses galons à l'école florentine, le club décide de le prêter en copropriété à Crotone pour qu'il prenne un peu d'expérience pour sa première année chez les pros. Il réalise une bonne saison avec 12 buts marqués en Série B, et démontre déjà de bonne qualité sur le front de l'attaque. Il retourne à Florence où la Fiorentina croit en son jeune talent pour en faire un futur grand numéro 10 au même titre qu'un certain Roberto Baggio.
Pour sa première saison avec la viola, l'italien réalise des entrées remarquées notamment en Ligue Europa où il inscrit deux buts. Après un début de saison prometteur, il se blesse à la cheville et doit se faire opérer. Il revient en fin de saison pour inscrire son premier but en Série A face au Chievo Vérone.

#### Juventus (2017-2022)
Au terme d'un mois de négociations, il est transféré à la Juventus le 24 juillet 2017 pour 40 millions d'euros. Federico dispute son premier match avec la Vieille Dame le 13 août 2017, face à la Lazio Rome, lors de la finale de la Supercoupe d'Italie 2017, en remplaçant Mario Mandžukić à la 72e minute de jeu (défaite 3-2 au Stade olympique de Rome).
Au terme de la saison 2020, les statistiques affichées par Frederico Bernadeschi s'avèrent décevantes : 133 matches joués pour seulement 10 buts inscrits et 13 passes décisives (soit un ratio d'un but tous les 13 matches) ; en rapport, il récolte 20 cartons jaunes et un carton rouge.
Sous la direction de Andrea Pirlo, Federico Bernardeschi perd sa place de titulaire durant le début de la saison 2020-2021. Repositionné à gauche, et parfois arrière gauche, Federico Bernardeschi semble souffrir d'un manque d'ambition et perdre une partie des qualités pour lesquelles il avait été recruté. Le 19 mai 2022, Bernardeschi ne prolongera pas son contrat avec la Vieille Dame, il partira libre le 30 juin 2022,. À 28 ans, il ne trouve plus preneur dans les grands clubs italiens et part pour le Canada.

#### Toronto FC (depuis 2022)
Bernardeschi rejoint le Toronto FC, franchise de Major League Soccer, le 15 juillet 2022 avec le statut de joueur désigné.
Le 24 juillet suivant, le Toronto FC s'impose 4-0 contre le Charlotte FC en Major League Soccer. Bernardeschi honore sa première titularisation en délivrant une passe décisive à Michael Bradley à la dixième minute et en inscrivant vingt-et-une minutes après le troisième but de la rencontre. Trois jours plus tard, les Whitecaps de Vancouver l'emportent face au Toronto FC en finale du Championnat canadien aux tirs au but (5-3) après la fin du temps réglementaire sur le score de 1-1. Bernardeschi délivre la passe décisive du but égalisateur du Toronto FC.

### Sélection
Il est convoqué pour la première fois par Luigi Di Biagio en équipe d'Italie espoirs le 28 février 2014, pour les qualifications de l'Euro espoirs 2015. Il figure ensuite dans les groupes des sélectionnés lors de l'Euro espoirs 2015 organisé en Tchéquie. Lors de cette compétition, il ne joue qu'un seul match, face au Portugal. Avec un bilan d'une victoire, un nul et une défaite, l'Italie ne franchit pas le premier tour du tournoi.
Il est appelé par Antonio Conte, le sélectionneur italien, lors des matchs amicaux de mars 2016 pour préparer l'Euro 2016. Il réalise une bonne prestation face à l'Espagne, en étant notamment associé à Lorenzo Insigne en attaque. Lors de l'Euro 2016 organisé en France, il ne joue qu'un seul match, en phase de groupe face à l'Irlande. L'Italie s'incline en quarts de finale face à l'Allemagne, après une séance de tirs au but.
Bernardeschi est à nouveau appelé en équipe espoirs par Di Biagio pour disputer l'Euro espoirs 2017. Bernardeschi joue quatre rencontres lors de ce tournoi qui se déroule en Pologne. Il se met en évidence en inscrivant un but contre l'Allemagne, lors de la dernière rencontre de phase de groupe. Il s'illustre ensuite de nouveau en marquant un but en demi-finale, contre l'Espagne, qui voit toutefois l'Italie s'incliner sur le score de 3-1.
Il inscrit son premier but en équipe d'Italie A le 11 juin 2017, contre le Liechtenstein. Ce match gagné sur le large score de 5-0 rentre dans le cadre des éliminatoires du mondial 2018. Le 10 octobre 2018, il marque son deuxième but, en amical face à l'Ukraine (score 1-1).
Il inscrit ensuite en octobre 2019 deux buts lors des éliminatoires de l'Euro 2020, contre la Grèce, puis à nouveau contre le Liechtenstein. Par la suite, le 11 octobre 2020, il marque son cinquième but, en amical contre l'Estonie (large victoire 4-0). Par la suite, le 28 mai 2021, il marque son sixième but contre Saint-Marin, rencontre durant laquelle il officie comme capitaine (large victoire 7-0 en amical). Bernardeschi délivre également deux passes décisives lors de ce match. Il participe ensuite à la phase finale de l'Euro 2020, qui a lieu en 2021. Lors de cette compétition, il joue quatre matchs. L'Italie est sacrée championne d'Europe en battant l'Angleterre en finale, après une séance de tirs au but.

## Statistiques
| Saison                | Club                  | Championnat           | Championnat | Championnat | Coupe(s) nationale(s) | Coupe(s) nationale(s) | Supercoupe | Supercoupe | Compétition(s) continentale(s) | Compétition(s) continentale(s) | Compétition(s) continentale(s) | Barrages | Barrages | Total | Total |
| Saison                | Club                  | Division              | M.          | B.          | M.                    | B.                    | M.         | B.         | Comp.                          | M.                             | B.                             | M.       | B.       | M.    | B.    |
| 2013-2014             | FC Crotone (prêt)     | Serie B               | 38          | 12          | -                     | -                     | -          | -          | -                              | -                              | -                              | 1        | 0        | 39    | 12    |
| 2014-2015             | ACF Fiorentina        | Serie A               | 7           | 1           | -                     | -                     | -          | -          | C3                             | 3                              | 2                              | -        | -        | 10    | 3     |
| 2015-2016             | ACF Fiorentina        | Serie A               | 33          | 2           | 1                     | 0                     | -          | -          | C3                             | 7                              | 4                              | -        | -        | 41    | 6     |
| 2016-2017             | ACF Fiorentina        | Serie A               | 32          | 11          | 2                     | 1                     | -          | -          | C3                             | 8                              | 2                              | -        | -        | 42    | 14    |
| Sous-total            | Sous-total            | Sous-total            | 72          | 14          | 3                     | 1                     | -          | -          | -                              | 18                             | 8                              | -        | -        | 93    | 23    |
| 2017-2018             | Juventus FC           | Serie A               | 22          | 4           | 3                     | 0                     | 1          | 0          | C1                             | 5                              | 1                              | -        | -        | 31    | 5     |
| 2018-2019             | Juventus FC           | Serie A               | 28          | 2           | 2                     | 1                     | 1          | 0          | C1                             | 8                              | 0                              | -        | -        | 39    | 3     |
| 2019-2020             | Juventus FC           | Serie A               | 29          | 1           | 3                     | 0                     | -          | -          | C1                             | 6                              | 1                              | -        | -        | 38    | 2     |
| 2020-2021             | Juventus FC           | Serie A               | 27          | 0           | 4                     | 0                     | 1          | 0          | C1                             | 7                              | 0                              | -        | -        | 39    | 0     |
| 2021-2022             | Juventus FC           | Serie A               | 28          | 1           | 2                     | 1                     | 1          | 0          | C1                             | 5                              | 0                              | -        | -        | 36    | 2     |
| Sous-total            | Sous-total            | Sous-total            | 134         | 8           | 14                    | 2                     | 4          | 0          | -                              | 31                             | 2                              | -        | -        | 183   | 12    |
| 2022                  | Toronto FC            | MLS                   | 13          | 8           | 1                     | 0                     | -          | -          | -                              | -                              | -                              | -        | -        | 14    | 8     |
| 2023                  | Toronto FC            | MLS                   | 6           | 3           | 0                     | 0                     | -          | -          | LCup                           | 0                              | 0                              | -        | -        | 6     | 3     |
| Sous-total            | Sous-total            | Sous-total            | 19          | 11          | 1                     | 0                     | -          | -          | -                              | 0                              | 0                              | -        | -        | 20    | 11    |
| Total sur la carrière | Total sur la carrière | Total sur la carrière | 263         | 45          | 18                    | 3                     | 4          | 0          | -                              | 49                             | 10                             | 1        | 0        | 335   | 58    |

## Palmarès

### En club
| Juventus FC - Champion d'Italie en 2018, 2019 et 2020. - Vainqueur de la Coupe d'Italie en 2018 et 2021. - Finaliste de la Coupe d'Italie en 2020. - Vainqueur de la Supercoupe d'Italie en 2018 et 2020. - Finaliste de la Supercoupe d'Italie en 2017 et 2019. |

### En sélection nationale
Italie
- Vainqueur du championnat d'Europe en 2020.
- Finaliste de la Coupe des champions CONMEBOL–UEFA en 2022.